# Eois diapsis
Eois diapsis är en fjärilsart som beskrevs av Louis Beethoven Prout 1932. Eois diapsis ingår i släktet Eois och familjen mätare. Inga underarter finns listade i Catalogue of Life.